# Gunnar Benediktsson
Gunnar Benediktsson (* 9. Oktober 1892 in Viðborð, Hornafjörður; † 1981) war ein isländischer Schriftsteller und sozialistischer Politiker.

## Leben
Der Bauernsohn studierte Theologie und war von 1920 bis 1931 Pfarrer, später Lehrer. In der Kommunistischen Partei Islands und der Vereinigten Volkspartei – Sozialistischen Partei war er Führungsmitglied.
In seinem schriftstellerischen Werk, das aus Romanen und dem Drama Að elska og lifa besteht, kritisiert er den Kapitalismus. Darüber hinaus schrieb er auch Essays und historische Betrachtungen.

## Werke
- Sögur úr Keldudal (1914)
- Við þjóðveginn (1926)
- Anna Sighvatsdóttir (1928)
- Að elska og lifa (1943)